# Lissajous-Orbit

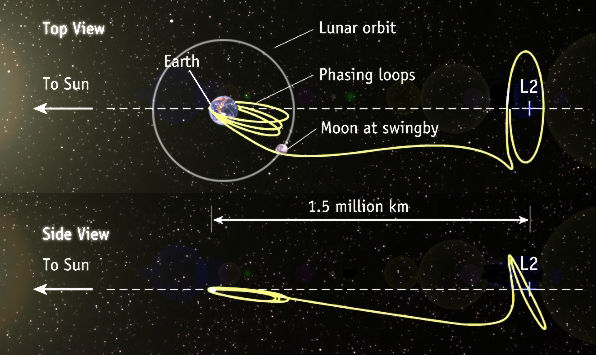
Beispiel für eine Flugbahn von der Erde zu einem Lissajous-Orbit um den Lagrange-Punkt L2

In der Raumflugmechanik ist der Lissajous-Orbit, [li.sa.ʒu], benannt nach Jules Antoine Lissajous, eine quasi-periodische Flugbahn um einen der instabilen Lagrange-Punkte L1 bis L3 als Lösung des eingeschränkten Dreikörperproblems.
Während Ljapunow-Orbits um einen Lagrange-Punkt in der Bahnebene der beiden Hauptkörper liegen, enthalten Lissajous-Orbits auch Komponenten senkrecht dazu. Die Frequenzverhältnisse der Komponenten sind nahezu rational, sodass die Bahn eine Lissajous-Figur bildet. Halo-Orbits beinhalten ebenfalls Komponenten senkrecht zur Bahnebene, aber das Frequenzverhältnis ist (nahezu) eins.